# Ksani
Ksani (gruz. ქსანი, oset. Чысандон, Czysandon) – mała rzeka w środkowej Gruzji, która wypływa z południowych stoków Wielkiego Kaukazu w separastycznej Osetii Południowej i wpływa do rzeki Kura. Ksani (zarówno rzeka i nazwa) jest często kojarzona ze średniowieczną Fortecą Ksani, która leży nad jej brzegiem.